# Саратовская улица (Санкт-Петербург)
Сара́товская улица — улица в Выборгском районе Санкт-Петербурга. Проходит от Финляндского проспекта до Сахарного переулка.

## История
Первоначальное название 1-я Слободка Сухопутного госпиталя (в обе стороны от Финляндского проспекта) известно с 1790-х годов по находящемуся поблизости Военно-Сухопутному госпиталю. С 1821 года носит название 1-я улица, с 1822 — 1-я Госпитальная улица, дано по находящейся поблизости слободы служащих Морского госпиталя.
Современное название Саратовская улица присвоено 7 марта 1858 года по городу Саратову. Участок южнее Финляндского проспекта закрыт в 1990-е годы.

## Достопримечательности
- ОАО «Концерн «Морское подводное оружие — Гидроприбор»